# 가족 농장
가족 농장은 일반적으로 가족이 소유 또는 운영하는 농장을 말한다. 가족 농장은 가족간의 유산으로 이어지는 재산으로 간주되기도 한다.
특정단체나 기업 등과는 다른 형태로 운영된다. 가족 농장은 국가 간 농업 전통과 역사에 있어서 상당한 차이가 있기 때문에, 그 언어나 문화에 따라서 다른 관점으로 해석되기도 한다. 예를 들어 미국에서는 가족 농장 규모가 제한적이지 않으나, 브라질에서는 가족 농장의 정의는 한 가족 구성원에 의해 운영되는 소규모 농장으로 제한된다. 전 세계에 농장은 대략 5억 7천만개 정도로 추정되며, 그 중 5억개가 가족에 의해 관리되는 가족 농장이다.

## 같이 보기
- 아그리콜라 (보드 게임)
- 농업 정책
- 로컬 푸드